# Industrie de la radio
L'industrie de la radio est un terme générique qui désigne toutes les entreprises ou les prestataires de services publics qui sont impliqués dans la diffusion d'émissions de radio ou de services auxiliaires.
Les radiodiffuseurs peuvent être divisés en au moins deux groupes :
- Les radiodiffuseurs publics qui sont financés en tout ou en partie par des fonds publics. Il peut s'agir d'argent reçu directement du gouvernement ou, comme au Royaume-Uni, d'une redevance. La redevance est généralement protégée par la loi et fixée par le gouvernement. Elle est exigée pour tout ménage qui possède un équipement pouvant être utilisé pour recevoir un signal.

- Les diffuseurs commerciaux sont largement financés par la vente de spots publicitaires sur leur station de radio. Les stations commerciales sont souvent assez locales et peuvent avoir des engagements de service public dans le cadre de leur permis.